# In Our Nature
Albums de José González
Veneer
(2003) Live at Park Ave: 01 March 2008
(2008)
In Our Nature est le second album studio de José González sorti le 24 septembre 2007. Sur cet album, José González reprend Teardrop un titre de l'album Mezzanine de Massive Attack.

## Titres de l'album
Tous les morceaux ont été écrits par José González sauf mention contraire.
1. How Low - 2:40
2. Down the Line - 3:10
3. Killing for Love - 3:02
4. In Our Nature - 2:42
5. Teardrop (Robert Del Naja/Grant Marshall/Andrew Vowles/Elizabeth Fraser) - 3:33
6. Abram - 1:48
7. Time to Send Someone Away (Matthias Bergqvist/José González) - 2:47
8. The Nest (José González/Yukimi Nagano) - 2:23
9. Fold - 2:54
10. Cycling Trivialities - 8:09
11. You're an Animal – 4:18 (titre bonus disponible seulement sur iTunes)

## Musiciens
- José González - Chant, guitare
- Yukimi Nagano – Chœurs
- Erik Bodin – Percussions
- Håkan Wirenstrand – Synthétiseur

## Singles
- Down the Line

sorti le 10 septembre 2007 en Europe avec Smalltown Boy en face B
sorti le 20 février 2008 en Suède avec Neon Lights en face B
- Killing for Love

sorti le 19 septembre 2007 en Suède avec Smalltown Boy en face B
sorti le 7 avril 2008 en Europe avec Neon Lights en face B
- Teardrop sorti le 12 novembre 2007 avec Four Forks Ache en face B